# Эллиотт, Деннис
Де́ннис Ле́сли Э́ллиотт (Э́ллиот; англ. Dennis Leslie Elliott; 18 августа 1950, Пэкхэм, Лондон) — британский музыкант. Наиболее известен как ударник группы Foreigner, в которой играл с 1976 по 1991 год. Позже стал профессиональным скульптором.

## Жизнь и карьера
Эллиот стал профессиональным музыкантом, когда ему было 16 лет, присоединившись к группе The Ferris Wheel. Затем он провел несколько лет в британской джаз-рок группе IF, участвуя в записи  их первых пяти студийных альбомах и участвуя в концертах.
Эллиот познакомился со своей женой Ионой в США, но поженились они в Лондоне в 1972 году. В 1975 году, он переезжает в США.
После того, как он покинул музыкальную индустрию, Эллиот стал заниматься скульптурой, работая в основном с деревом. Самообучаясь, он фокусировался в основном на больших кораблях и «стенных» скульптурах.
Эллиотт стал гражданином США в 1993 году .

## Дискография
IF
- If (часто именуется как If 1) (1970)
- If 2 (1970)
- If 3 (1971)
- If 4 (1972)
- Waterfall (1972)
- Forgotten Roads: The Best of IF (1995)
- Europe '72 (Live) (released 1997)

Foreigner
- Foreigner (1977)
- Double Vision (1978)
- Head Games (1979)
- 4 (1981)
- Records (1982)
- Agent Provocateur (1984)
- Inside Information (1987)
- Unusual Heat (1991)

Ian Hunter
- Ian Hunter (1975)
- Overnight Angels (1977)
- The Artful Dodger (1996)